# محمدتقی معززالدوله
محمدتقی معززالدوله دیپلمات ایرانی بود که در سال ۱۳۰۰ خورشیدی وزیر امور خارجه و در سال ۱۳۰۹ وزیرمختار ایران در عراق شد.
دخترش مریم همسر اول ابوالحسن ابتهاج بود.